# حميمق ديكي
الحميمق الديكي أو السَّقاوة الديكية (الاسم العلمي: Buteogallus)، جنس طيور جارحة من فصيلة البازية. جميع أعضاء هذا الجنس هي محلية التواجد بشكل أساسي، ولكن هُناك نوع واحد يمتد قليلاً إلى أقصى الجنوب الغربي للولايات المتحدة. العديد من أنواعه مغرمة بالقشريات الكبيرة وحتى أنه يقوم بدوريات على امتداد الشواطئ أو ضفاف الأنهر سيرًا على الأقدام حيث تنتشر مثل هذه الفرائس، ولكن بعضها يتميز بنمط حياة مختلف. وهو على عكس العديد من الأجناس الأخرى من الجوارح، يشار إلى بعض الأنواع باسم «البيزان»، والبعض الآخر باسم «العقبان».

## الأنواع
| الصورة | الاسم العلمي               | الاسم العربي      | النطاق                                                                 |
| ------ | -------------------------- | ----------------- | ---------------------------------------------------------------------- |
|        | Buteogallus schistaceus    | باز صخري اللون    | البرازيل، بوليفيا، بيرو، الإكوادور، كولومبيا، فنزويلا، غويانا الفرنسية |
|        | Buteogallus lacernulatus   | باز أبيض العنق    | البرازيل                                                               |
|        | Buteogallus aequinoctialis |                   | شرق فنزويلا، ترنداد، تباغو                                             |
|        | Buteogallus anthracinus    | باز أسود شائع     | جنوب شرقي الولايات المتحدة، أمريكا الوسطى إلى فنزويلا، بيرو، ترنداد.   |
|        | Buteogallus gundlachii     | باز أسود كوبي     | كوبا                                                                   |
|        | Buteogallus urubitinga     | باز أسود كبير     | من المكسيك، وسط أمريكا إلى بيرو، تباغو وجنوب الأرجنتين.                |
|        | Buteogallus meridionalis   | باز السافانا      | من بنما إلى ترنداد وجنوب بوليفيا، الأوروغواي، ووسط الأرجنتين.          |
|        | Buteogallus coronatus      | عقاب تشاكو        | جنوب ووسط الأرجنتين، باراغواي.                                         |
|        | Buteogallus solitarius     | عقاب جبلية منعزلة | المكسيك، جنوب ووسط إفريقيا.                                            |